# 努普斯卡爾韋特山
71°56′S 8°52′E / 71.933°S 8.867°E
努普斯卡爾韋特山（英語：Nupsskarvet Mountain）是南極洲的山峰，位於毛德皇后地的阿斯特里德公主海岸，處於霍利斯里門峰北面，屬於庫爾策山脈的一部分，根據挪威探險隊拍攝的測量和空中照片繪入地圖，現時由南極條約體系管理。